# Pascual Madoz

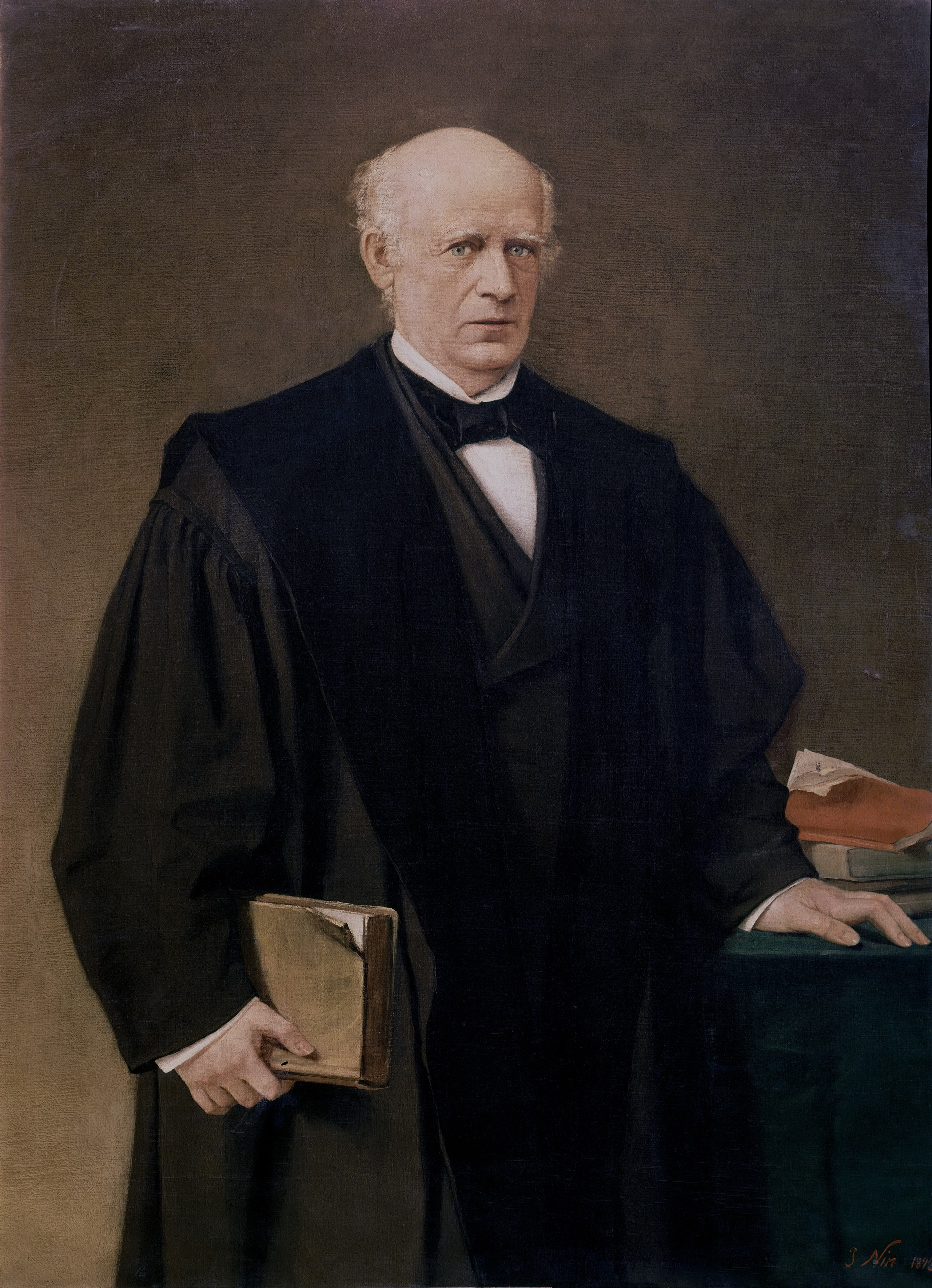
Pascual Madoz (1873)

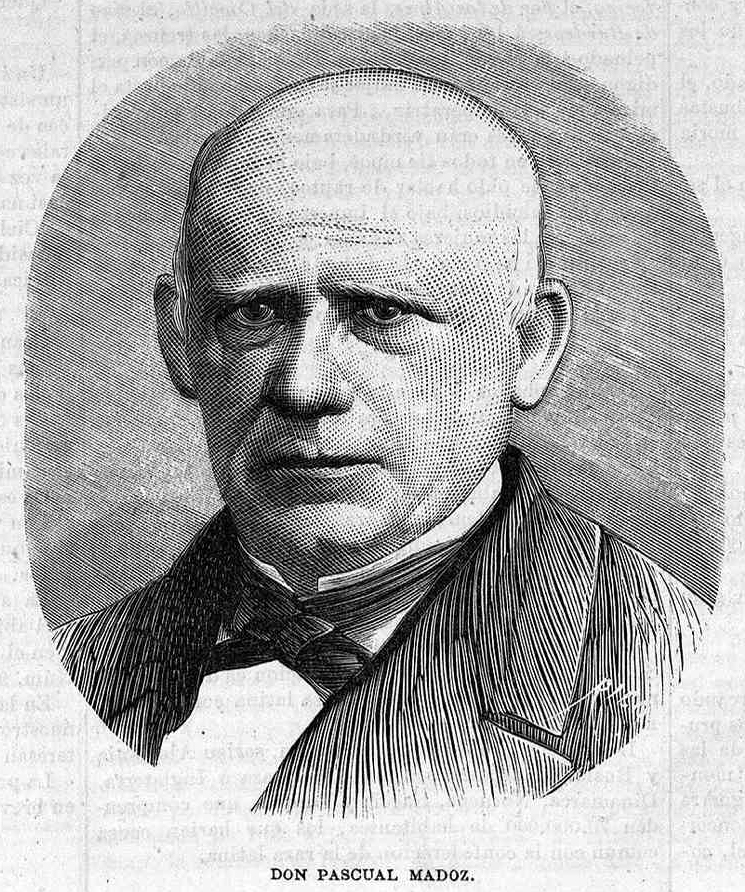
Pascual Madoz (1870)

Pascual Madoz Ibáñez (* 17. Mai 1806 in Pamplona, Navarra; † 11. Dezember 1870 in Genua, Italien) war ein spanischer Politiker, der mit Unterbrechungen zwischen 1836 und 1870 Mitglied der Ständeversammlung (Cortes), von 1854 bis 1855 Präsident des Abgeordnetenhauses sowie 1868 kurzzeitig Präsident der provisorischen Regierung war. Als Herausgeber des 16-bändigen Diccionario geográfico-estadístico-histórico de España y sus posesiones de Ultramar schuf er die Grundlagen für die Statistik in Spanien.

## Leben

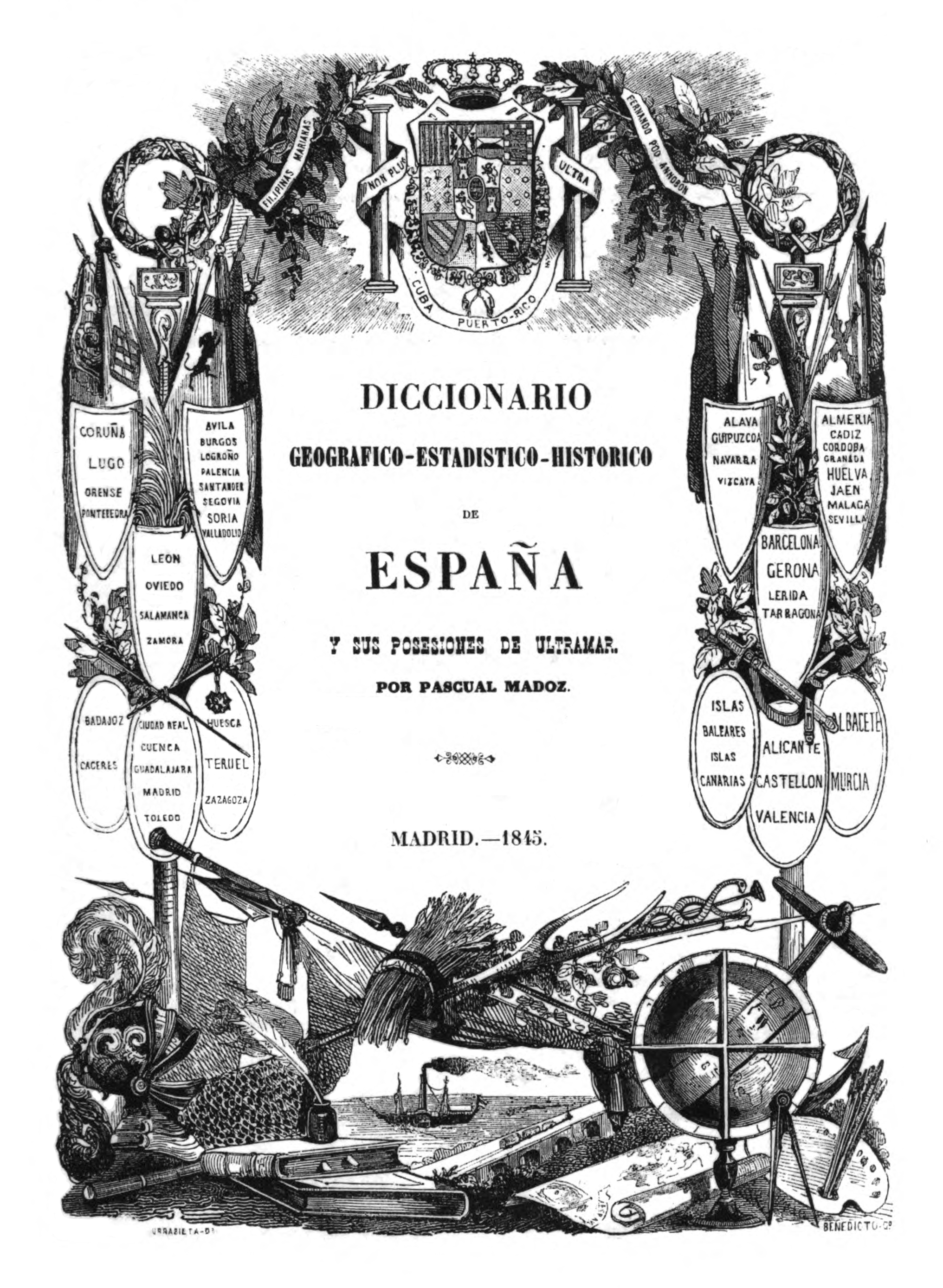
Diccionario geográfico-estadístico-histórico de España y sus posesiones de Ultramar (Madrid, 1845).

Madoz absolvierte ein Studium der Rechtswissenschaften und war danach als Rechtsanwalt in Barcelona tätig. Daneben engagierte er sich als Unternehmer in Katalonien. 1834 schloss er sich der neu gegründeten radikalen Fortschrittspartei (Partido Progresista) an und wurde für diese bei den Wahlen vom 2. Oktober 1836 erstmals zum Mitglied der Ständeversammlung (Cortes) gewählt. Er gehörte dieser zunächst von der achten bis zum Ende der 14. Legislaturperiode am 10. Juli 1844 an und vertrat dort die Interessen von Lérida. Am 6. Dezember 1846 wurde er wieder zum Mitglied der Cortes gewählt und gehörte dieser nunmehr von der 16. bis zum Ende der 20. Legislaturperiode am 2. September 1856 an. Er war zwischen 1846 und 1850 Herausgeber des 16-bändigen Diccionario geográfico-estadístico-histórico de España y sus posesiones de Ultramar, des historischen Ortsverzeichnisses von Spanien einschließlich seiner überseeischen Besitzungen, das alle Populationen und statistischen Daten der damaligen Gemeinden enthielt. Damit schuf er die Grundlagen für die Statistik in Spanien mit.
Während dieser Zeit wurde Madoz am 5. Dezember 1854 Nachfolger von Joaquín Baldomero Fernández Espartero als Präsident des Abgeordnetenhauses und bekleidete dieses Amt bis zu seiner Ablösung durch Facundo Infante Chávez am 24. Januar 1855. Bereits drei Tage zuvor hatte er in der Regierung von Premierminister Baldomero Espartero das Amt des Finanzministers (Ministro de Hacienda) übernommen und bekleidete dieses bis zum 6. Juni 1855. In dieser Funktion legte er während der Regentschaft von Königin Isabella II. einen Gesetzesentwurf für die Desamortisation vor. Diese Desamortisation, die durch ein allgemeines Gesetz vom 1. Mai 1855 angeordnet wurde, betraf alle ländlichen und städtischen Grundstücke des Staates, des Klerus, der Militärorden, der Bruderschaften, der Frommen Stiftungen, der Kapellen, des „Ex-Infante“ Don Carlos, der Gemeinden, der wohltätigen Einrichtungen und der öffentlichen Bildung. Davon ausgenommen waren einzeln aufgeführte Fälle, die meist die Gebäude betrafen, die direkt den Zwecken der Einrichtungen oder als Dienstwohnungen der dort Beschäftigten dienten.
Im Juli 1856 lehnte Madoz die Ernennung von Leopoldo O’Donnell zum Regierungspräsidenten ab und zog sich vorübergehend aus der Politik zurück. Er wurde allerdings am 31. Oktober 1858 wieder zum Mitglied der Cortes gewählt und gehörte dieser in der 22. und 23. Legislaturperiode bis zum 13. November 1863. Zuletzt wurde er am 10. März 1868 wieder zum Mitglied der Cortes gewählt und gehörte dieser nunmehr bis zu seinem Tode an. Nach dem Sturz von Königin Isabella II. wurde er am 30. September 1868 Mitglied der Revolutionären Übergangsregierung (Junta Revolucionaria Interina) und war zwischen dem 30. September und dem 3. Oktober 1868 deren Präsident. Danach war er Gouverneur von Madrid sowie Mitglied der Kommission, die zur Regelung der Regelung der Thronfolge nach Isabells Sturz Amadeus Ferdinand Maria von Savoyen die Krone anbot, woraufhin dieser am 16. November 1870 zum König gewählt wurde.
Er starb 1870 in Italien, wurde jedoch später im Cementiri de Montjuïc, Barcelona begraben.